# Harold Correa
Harold Correa (ur. 26 czerwca 1988 w Épinay-sur-Seine) – francuski lekkoatleta specjalizujący się w trójskoku.
W 2013 zajął 5. miejsce na halowych mistrzostwach Europy w Göteborgu. Dziewiąty zawodnik halowych mistrzostw świata z 2016. Wielokrotny medalista mistrzostw Francji w różnych kategoriach wiekowych. Uczestnik mistrzostw Europy w Amsterdamie (2016).
Rekordy życiowe: stadion – 17,08 (22 maja 2013, Villeneuve-d’Ascq); hala – 16,94 (16 lutego 2013, Aubière i 24 lutego 2017, Madryt).

## Osiągnięcia
| Rok  | Impreza                   | Miejsce        | Lokata            | Wynik |
| ---- | ------------------------- | -------------- | ----------------- | ----- |
| 2013 | Halowe mistrzostwa Europy | Göteborg       | 5. miejsce        | 16,92 |
| 2016 | Halowe mistrzostwa świata | Portland       | 9. miejsce        | 16,30 |
| 2016 | Mistrzostwa Europy        | Amsterdam      | el. – 14. miejsce | 16,33 |
| 2016 | Igrzyska olimpijskie      | Rio de Janeiro | el. – 13. miejsce | 16,60 |
| 2018 | Mistrzostwa Europy        | Berlin         | 11. miejsce       | 16,33 |